# Династія Каркота
Каркота (санскр. कार्कोट kārkoṭa; приблизно 625 —855 роки) — династія, яка створила власну державу на Півночі Індії зі столицею в Срінагарі, що об'єднала увесь Кашмір після тривалого занепаду та розпаду, викликаного вторгненням ефталітів. У VIII ст. перетворюється на потужну імперію тагегемона північної Індії. У IX ст. починається поступовий занепад. 885 року повалено новою династією Утпала.

## Історія
Засновник династії Дурлабхавардхана походив з касти каяштха (писарів). Зумів зробив гарну кар'єру при дворі одного з ефталітських князів Баладітьї з династії Гонанд. Згодом одружився з його донькою. Близько 625 року перебрав владу над князівством Гонад. Слідом за цим, користуючись послабленням ефталітів та гуптів розпочав політику з підкорення усього Кашміра.
До 670 року, здолавши Юдхіштхіру, вдалося підкорити увесь Кашмір, області західних Гімалаїв, значну частину Пенджабу, землі Кабулістану. У 670-х роках починаються перші сутички з арабськими військовиками, що захопили Кабул і Гандхару. Водночас почалися конфлікти з імператорами Тибету — Сронцангамбо і Манронманцан за область Гілгіт.
Найбільше піднесення держави належить до часу володарювання магараджи Лалітадітьї Муктапіди, який у 1-й половині VIII ст. зумів відвоювати в арабів Кабулістан, встановити зверхність над Пенджабом, завдати поразки державам в Каннауджі, Магадхі, переміг царства Камарупа, Гауда, Чалук'їв, раджів Орісси і північного Декану. Внаслідок цього до володінь Каркоти приєднано землі уздовж річки Ганг до Бенгальської затоки. Також завдано поразки раджпутам Мальви, пограбовано Гуджарат. За цим завдано поразки арабським військам в Сінді. Проте встановити міцну владу над Гуджаратом, Деканом, Мальвою і Сіндом не вдалося.
З кінця 740-х років починаються запеклі війни з Тибетом. Це спричинило послаблення династії на півночі Індії. В результаті поступово їх володіння стали захоплювати династії Пала і Гуджара-Пратіхара. Боротьба з ними тривала до 820-х років, коли ще вдавалося контролювати долину Гангу.
У 830-х роках внаслідок боротьби за владу та послаблення центральної влади володіння Каркоти зменшилися до меж Кашміру. Надалі не відігравала загальноіндійської ролі. 855 року було повалено династією Утпала.

## Державний устрій
На чолі стояв магараджа. З початку VIII правителі з династії Каркота прийняли титул самраата (на кшталт імператора). Уся вища влада знаходилася у нього (військова, судова, цивільна). Мав значний вплив на релігійні справи. він призначав своїх намісників в області, особливо в часи найбільшого піднесення. Часто намісниками в найбільш важливих областях були сини, брати або інші родичі імператора.
Разом з тим значна частка володінь перебувала у місцевої знаті, що визнавала зверхність самраата. Тому доводилося час від часу виступати у походи проти заколотів місцевих раджів і магараджів, що намагалися звільнитися.
Протягом існування державу в значну силу вибилася знать (дамари), що отримала значні володіння, перетворившись на феодальним володарів. До 820-х років їх вдавалося тримати під контролем. З послабленням центрального уряду дамари перетворилися на місцевих раджів, що фактично слабко підкорювалися самраату.

### Володарі
- Дурлабхавардхана (625—661)
- Пратападітья (661—711)
- Чандрапіда (711—719)
- Тарапіда (719—723)
- Лалітадітья Муктапіда (723—760)
- Кувалаяпіда (760—761)
- Ваджрадітья (761—768)
- Прітхів'япіда (768—772)
- Санграмапіда I (772—779)
- Джаяпіда Вінаядітья (779—813)
- Лалітапіда (813—825)
- Санграмапіда II (825—832)
- Чіппатаджаяпіда (832—840)
- Аджітапіда (840—850)
- Анангапіда (850—853)
- Утпалапіда (853-855)

## Економіка
Основу становило землеробство. за фінансування правителів запроваджувалися значні проєкти з впровадження терасного, іригаційного та дренажного забезпечення водою поливних земель. Все це сприяло збільшенню врожайності. Кашмір перетворився на потужного експортера зернових, овочів, фруктів. Значними були обсяги худоби. Також за часів Каркотів піднесення набули міста, де розвивалося ремісництво (обробка металів і каміння, виробництво військової техніки). Розроблялися копальні з корисними мінералами і коштовним камінням.
Завдяки встановленню контролю над торговельними маршрутами в північній Індії, а також перевалами до Центральної Азії імператори Каркоти отримали чималий зиск під мит і податків від купців. Власне кашмірські купці також здійснювали вигідні подорожі Індією та Азією. Цьому також сприяло налагодження зв'язків з Китаєм (тоді там панувала династія Тан).

## Культура

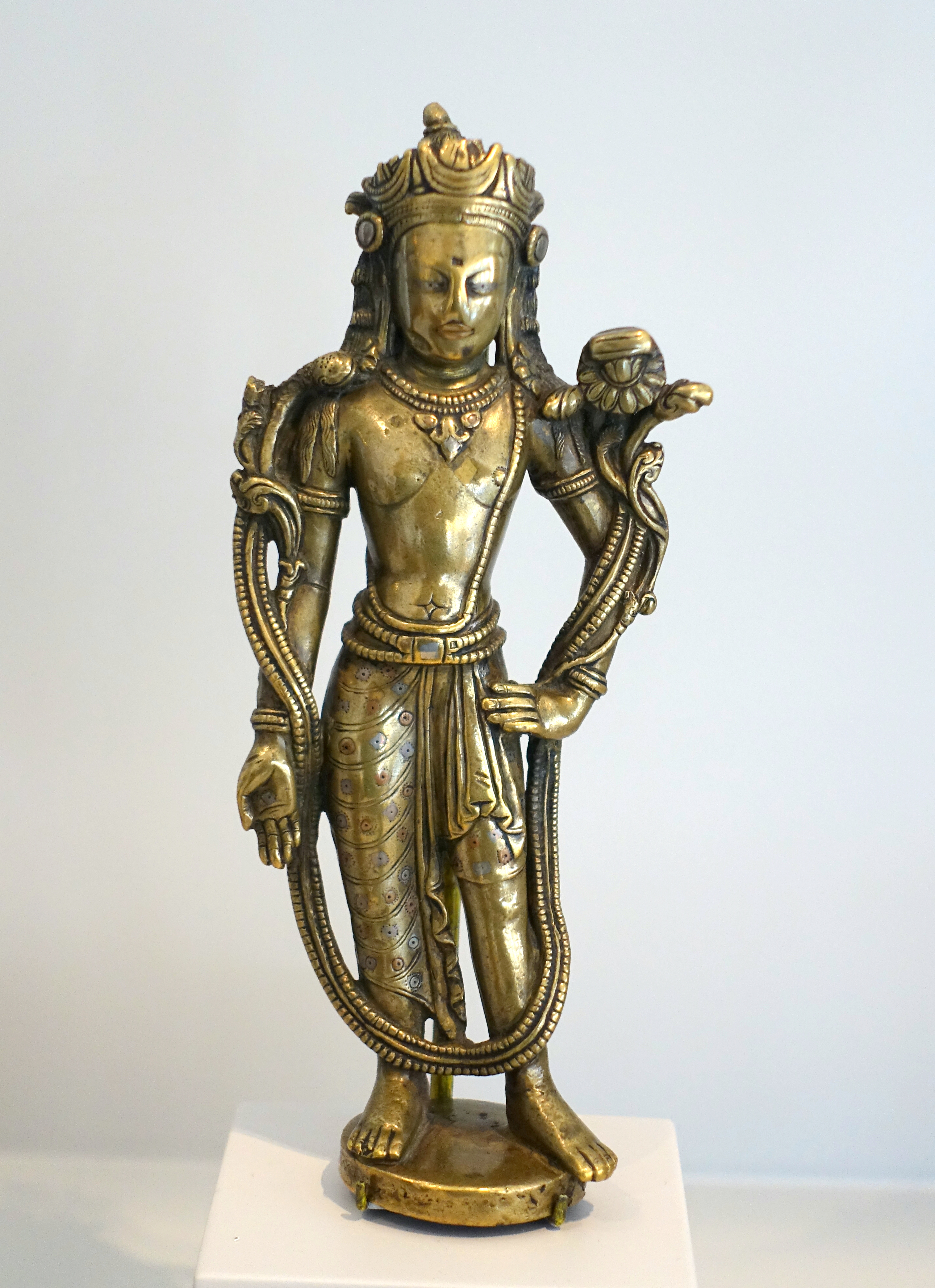
Статуя Бодхісатви Маджушрі

Імператори були головними замовниками для скульпторів і художників. Зводилися численні шиваїстські та буддистські храми. За своїм стилем поєднувала сирійсько-візантійський архітектуру з традиціями періоду Гуптів. В результаті виробився своєрідний кашмірський стиль у зведенні храмів.
Крім того столиця держави Авантіпур стає одним з центрів науки, насамперед астрономії (хоча правителі також підтримували астрологів). У X ст. при дворі Утпалів працював відомий ідійський астролог Бхаттотпал.
В часи розквіту держави буддизм стає панівною релігію для володарів, їх почту та знаті. З'явилися кілька храмів. Тут розташовувалися найбільші культурні та освітні центру буддизму. Значним був культурний вплив Кашміру на сусідні Тибет, Пенджаб, держави в оазах Таріму. Науковці з Кашміру також вирушали до Китаю, а з звідти прибували учні.
Імператори запрошували видатних вчених, письменників, поетів до свого двору. В армії служили «інструкторами» військові фахівці з Китаю.